# Eero Markkanen
Eero Pekka Sakari Markkanen, född 3 juli 1991 i Jyväskylä, är en finländsk fotbollsspelare som spelar för HIFK.

## Karriär
Markkanen började sin karriär i JJK Jyväskylä. Under säsongen 2013 var han utlånad till HJK Helsingfors som vann Tipsligan, den finska högstaligan. 
I december 2013 skrev han på ett treårskontrakt med AIK. Markkanen debuterade för klubben i premiären av Allsvenskan 2014 som spelades den 31 mars mot IFK Göteborg. Matchen slutade med en 2–0-förlust för AIK och Markkanen byttes in i den 52:a minuten mot Ibrahim Moro. Han gjorde sitt första tävlingsmål för AIK den 13 april 2014 i 1–1-matchen mot Örebro SK, då han lyckades göra mål redan i den 6:e minuten efter att ha blivit framspelad av Nabil Bahoui. I nästkommande match, den mot Djurgårdens IF den 16 april 2014 närmare bestämt, lyckades Markkanen göra att mål från distans, och hans andra mål i den svartgula tröjan var ett faktum. 
Den 23 juli 2014 blev det officiellt att Markkanen skrivit på för spanska Real Madrid Castilla i en av de största ekonomiska affärerna för AIK. Han debuterade för klubben den 26 juli 2014 i en träningsmatch mot spanska CD Guadalajara. Den 4 september 2014 blev det klart att Markkanen var uttagen i Real Madrids 25-mannatrupp till Uefa Champions League.
Den 21 augusti 2015 bröt Real Madrid kontraktet med Eero Markkanen,och då han gick till RoPS i den finska ligan. Eero Markkanen ansluter åter igen till AIK inför säsongen 2016, vilket offentliggjordes 5 november 2015. Han har signerat ett kontrakt som gäller till och med säsongen 2018. Den 4 augusti 2017 lånades Markkanen ut till SG Dynamo Dresden i 2. Fußball-Bundesliga. I januari 2018 bröt Dresden låneavtalet och Markkanen återvände till AIK. Kort därefter lånades Markkanen ut till danska Randers FC på ett låneavtal fram till sommaren 2018.
Den 10 augusti 2018 gick AIK ut med att man i samråd med Eero Markkanen brutit avtalet som sträckte sig över säsongen 2018. Senare samma dag blev det klart att Markkanen gick till Dalkurd FF. I januari 2019 gick Markkanen till indonesiska PSM Makassar.
I februari 2020 värvades Markkanen av FC Haka, där han skrev på ett ettårskontrakt. I december 2020 värvades Markkanen av Orange County SC.

## Privatliv
Eero Markkanens far är den före detta basketspelaren Pekka Markkanen som spelade 129 matcher för Finland och bror till den basketspelare Lauri Markkanen som spelar för Utah Jazz.